# Sticherus jacha
Sticherus jacha är en ormbunkeart som beskrevs av J.Gonzales. Sticherus jacha ingår i släktet Sticherus och familjen Gleicheniaceae. Inga underarter finns listade.